# Мислятин

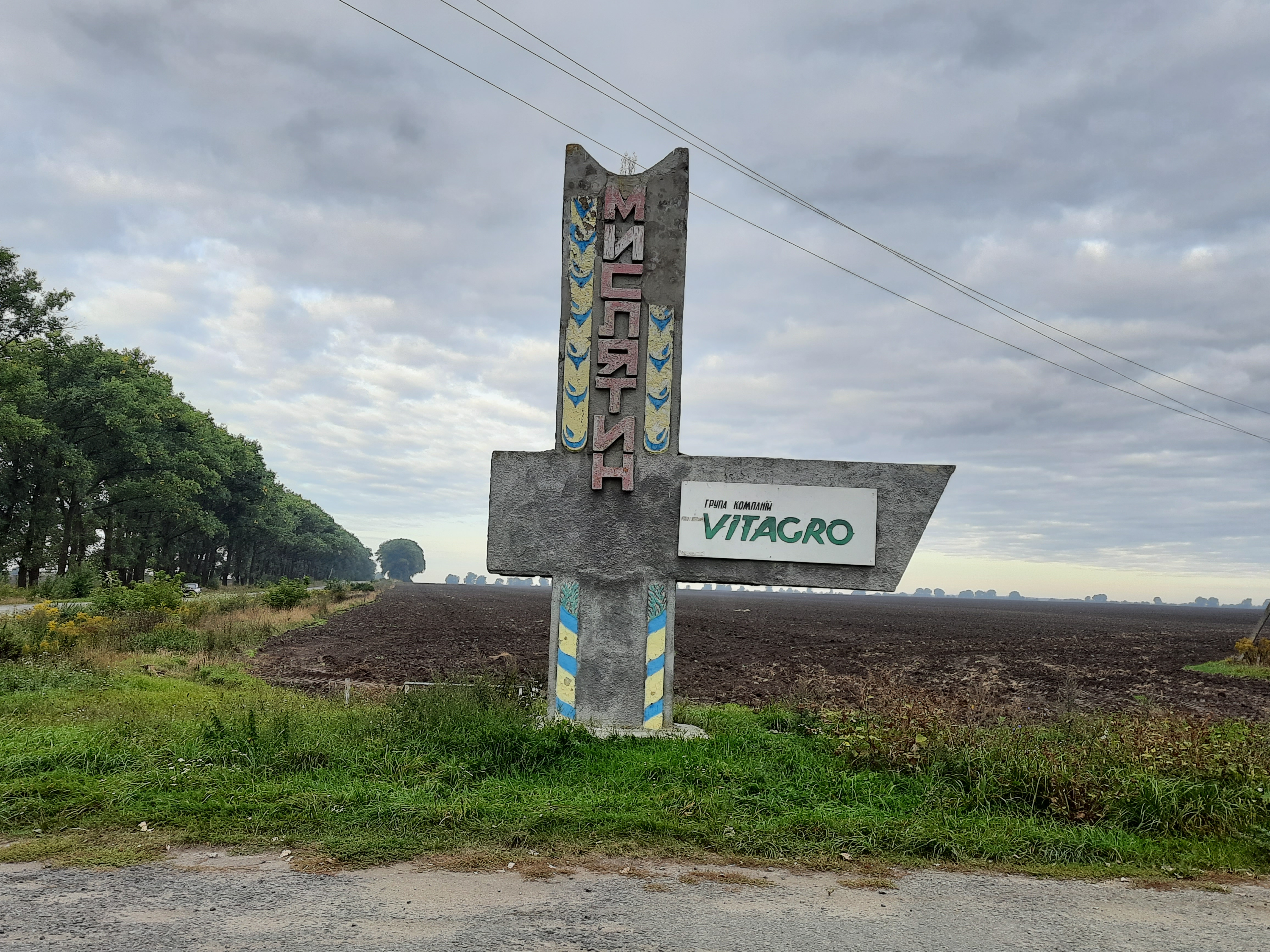
Знак при в'їзді в село

Мисля́тин —  село в Україні, у Ізяславській міській громаді Шепетівського району Хмельницької області. Населення становить 563 особи.

## Природа
Біля села розташований Мислятинський ландшафтний заказник. Селом протікає річка Горинь.

## Історія
У 1906 році село Михнівської волості Ізяславського повіту Волинської губернії. Відстань від повітового міста 8 верст, від волості 4. Дворів 150, мешканців 975.
Протягом 1907–1917 років село у складі Заславського ключа Заславського майорату князів Санґушків.
7 (20) листопада 1917 року, відповідно до Третього Універсалу Української Центральної Ради, увійшло до складу Української Народної Республіки.
12 червня 2020 року, відповідно до розпорядження Кабінету Міністрів України № 727-р «Про визначення адміністративних центрів та затвердження територій територіальних громад Хмельницької області», увійшло до складу Ізяславської міської територіальної громади.
19 липня 2020 року, в результаті адміністративно-територіальної реформи та ліквідації Ізяславського району, село увійшло до складу новоутвореного Шепетівського району

## Відомі люди
У селі народився український мистецтвознавець Павло Жолтовський (1904—1986).

## Галерея
| Мислятинський заказник | Річка Горинь | Пам'ятний знак односельчанам |